# Парахес, Педро
Педро Парахес Диего Мадрасо (исп. Pedro Parages Diego Madrazo; 17 декабря 1883, Мадрид — 15 февраля 1950, Saint-Loubès) — испанский футболист, игравший на позиции нападающего.

## Игровая карьера
В 1902 году стал игроком первого состава любительской команды «Мадрид ФК», одного из первых футбольных клубов Испании, впоследствии ставший всемирно известным как «Реал Мадрид». Сыграл за команду до 1909 года, в составе которой четыре раза выиграл Кубок Короля.

## Президент «Реал Мадрида»
В 1916 году бывший футболист стал президентом клуба «Мадрид ФК». Во время президентства Парахеса, в 1920, королем Испании Альфонсо XIII клуба было даровано право называться «королевским» и его официальным названием стало «Реал Мадрид».
Другими достижениями Парахеса на посту президента мадридского клуба стала коммерциализация его деятельности (клуб впервые получил доходы от продажи билетов), а также строительство в 1924 году нового клубного стадиона «Чамартин», рассчитанного на 22,5 тысячи зрителей.
Покинул пост президента мадридского «Реала» в 1926 году.

## Карьера тренера
В 1923 году Королевская испанская футбольная федерация назначила тогдашнего президента мадридского «Реала» главным тренером национальной сборной Испании. Парахес готовил национальную команду к футбольному турниру на Олимпийских играх 1924 года. В Париже, где проходила Олимпиада, испанцы провели только одну игру, проиграв со счетом 0:1 матч против сборной Италии, после которого по регламенту того турнира прекратили борьбу. По возвращении на родину Парахес покинул сборную и в будущем к тренерской работе не возвращался.

## Достижения

### Клубные

#### «Реал Мадрид»
- Обладатель Кубка Испании: 1905, 1906, 1907, 1908